# Watertoren (Raalte)
De watertoren in Raalte is gebouwd in 1933. De toren heeft een hoogte van 44,7 meter en een waterreservoir van 177 m³.
De toren staat op de gemeentelijke monumentenlijst. In 2004 heeft watermaatschappij Vitens uit Zwolle de watertoren verkocht voor 315 duizend euro. De nieuwe eigenaren lanceerden plannen om in en naast de toren appartementen te creëren. Door tegenwerking van omwonenden kwamen deze plannen echter niet van de grond. In maart 2016 werd de watertoren weer te koop gezet.
Almelo
(Oude ·
Spinnerij ·
Sluiskade ·
Reggestraat) ·
Borne ·
Daarle ·
Delden ·
Deventer ·
Enschede
(Hoog & Droog ·
Janninktoren ·
Menkotoren) · 
Goor ·
Hengelo
(Oude ·
Stork, 1902 ·
Stork, 1917) ·
Kuinre ·
De Lichtmis · 
Lutten ·
Nijverdal
(Oude ·
Nieuwe) ·
Oldenzaal ·
Olst ·
Ootmarsum ·
Raalte · 
Sint Jansklooster ·
Steenwijk ·
Steenwijkerwold ·
Vriezenveen · 
Zwolle